# Клави Варби
Клави Варби (фр. Clavy-Warby) насеље је и општина у североисточној Француској у региону Шампањ-Арден, у департману Ардени која припада префектури Шарлвил Мезјер.
По подацима из 2011. године у општини је живело 354 становника, а густина насељености је износила 30,05 становника/km². Општина се простире на површини од 11,78 km². Налази се на средњој надморској висини од 167 метара.

## Демографија
| 1962. | 1968. | 1975. | 1982. | 1990. | 1999. | 2011. |
| ----- | ----- | ----- | ----- | ----- | ----- | ----- |
| 180   | 199   | 210   | 330   | 328   | 350   | 354   |

График промене броја становника у току последњих година